# سیارک ۷۱۴۶۱
سیارک ۷۱۴۶۱ (به انگلیسی: 71461 Chowmeeyee، نامگذاری:2000BA4) هفتاد و یک هزار و چهارصد و شصت و یکمین سیارک کشف شده‌است که در ۲۸ ژانویه ۲۰۰۰ کشف شد.